# قسط جبلي
قسط جبلي (الاسم العلمي:Costus montanus) هو نوع من النباتات يتبع جنس القسط من الفصيلة القسطية.